# Mërgim Mavraj
Mërgim Mavraj (* 9. června 1986, Hanau, Západní Německo) je bývalý německo-albánský fotbalový obránce. V mládežnických kategoriích reprezentoval Německo, na seniorské úrovni reprezentoval Albánii.

## Klubová kariéra
- Sportfreunde Seligenstadt (mládež)
- Kickers Offenbach (mládež)
- SG Rosenhöhe Offenbach (mládež)
- SV Darmstadt 98 (mládež)
- SV Darmstadt 98 2005–2007
- VfL Bochum 2007–2010
- SpVgg Greuther Fürth 2011–2014
- 1. FC Köln 2014–2016
- 1. FC Köln II 2015
- Hamburger SV 2017–2018
- Aris Soluň 2018
- FC Ingolstadt 04 2019
- SpVgg Greuther Fürth 2019–2021
- Türkgücü München 2021–2022

## Reprezentační kariéra

### Německo
V letech 2007–2009 nastupoval za německou reprezentaci do 21 let.

### Albánie
V A-mužstvu Albánie debutoval 22. 5. 2012 v přátelském utkání ve španělském Madridu proti týmu Kataru (výhra 2:1). 

Italský trenér albánského národního týmu Gianni De Biasi jej vzal na EURO 2016 ve Francii. Na evropský šampionát se Albánie kvalifikovala poprvé v historii.